# Jos Broekx
Jos Broekx, född den 14 december 1951 i Neerpelt, Belgien, är en belgisk kanotist.
Han tog bland annat VM-silver i K-2 10000 meter i samband med sprintvärldsmästerskapen i kanotsport 1974 i Mexico City.